# Turia (род)
Turia је род слановодних морских шкољки из породице Veneridae, тзв, Венерине шкољке.

## Врстре
Према MolluscaBase
- Turia bortonensis Marwick, 1927 †
- Turia chattonensis Marwick, 1927 †
- Turia pukeuriensis Marwick, 1927 †
- Turia waiauensis Marwick, 1927 †